# Steve McCurry
Steve McCurry é um fotógrafo estadunidense da National Geographic, responsável pelo registro da famosa imagem da Menina Afegã, cujo rosto foi capa da revista e reconhecido por todo o mundo.

## Estudos
McCurry estudou arte e arquitetura na Universidade do Estado da Pensilvânia - Estados Unidos - em 1968. No entanto,acabou se formando em artes cênicas, graduando-se em 1974. Se interessou pela fotografia quando começou a produzir imagens para um jornal de sua universidade, chamado The Daily Collegian.

## Carreira
Steve McCurry começou a sua carreira de fotojornalista cobrindo a invasão soviética do Afeganistão. McCurry utilizou vestimentas típicas para se disfarçar e esconder seu equipamento. Suas imagens estavam entre as primeiras do conflito e por isso foram largamente publicadas. Sua cobertura acabou ganhando a Medalha de Ouro Robert Capa de melhor reportagem fotográfica no exterior.
McCurry continuou a fotografar conflitos internacionais no Afeganistão e em outros países como Camboja, Filipinas, Líbano, além da guerra Irã-Iraque e a guerra do Golfo. Steve publicou as suas fotos em revistas do mundo todo e contribui frequentemente para a revista National Geographic em 1997.